# فانوس‌ماهی شاخ‌دار
 فانوس‌ماهی شاخ‌دار(نام علمی: Centrophryne spinulosa) نام یک گونه از راسته قلابچه‌ماهی است.